# Система союзів Бісмарка

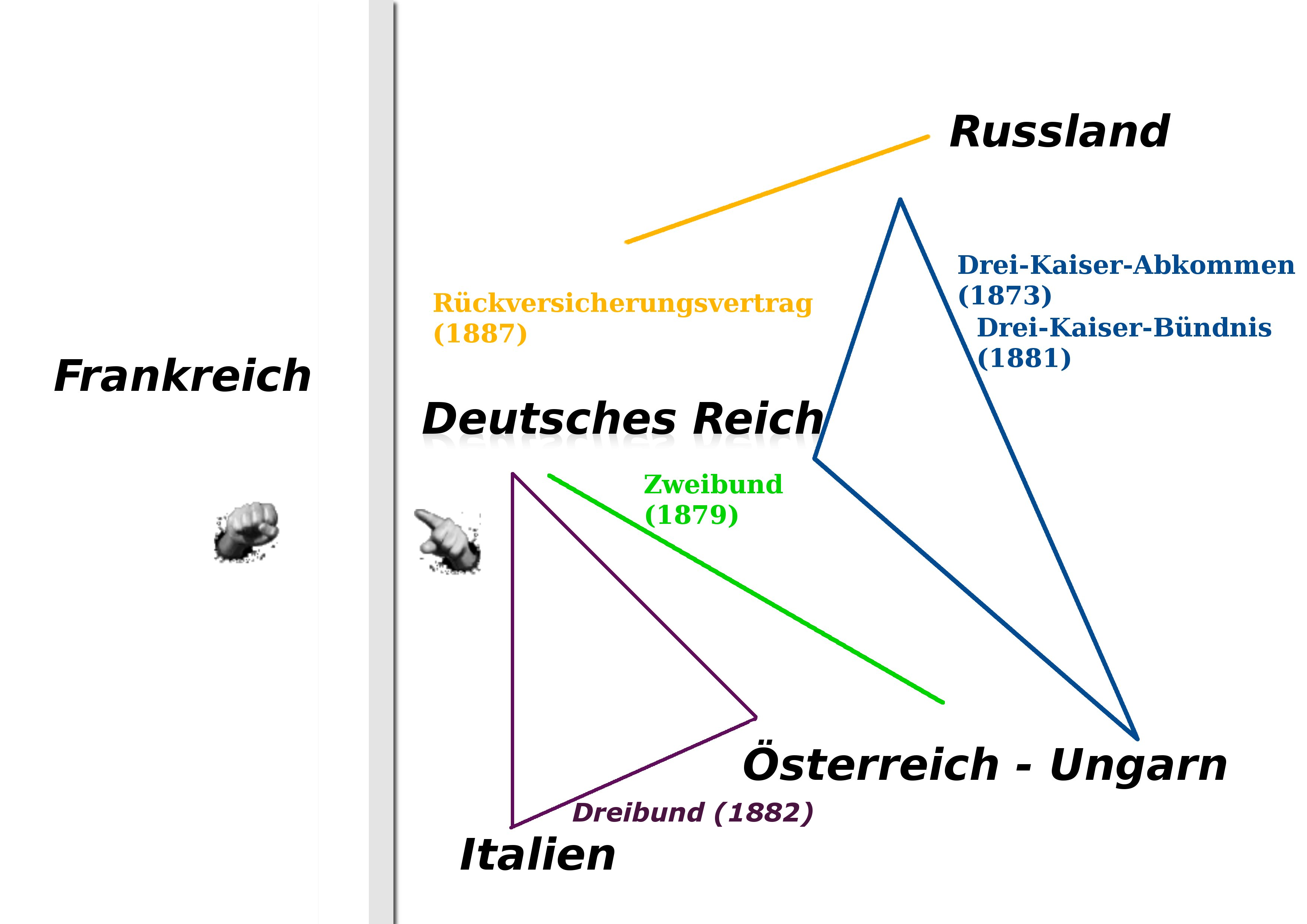
Схема союзів Бісмарка.

Система союзів Бісмарка (нім. Bündnispolitik Otto von Bismarcks) — назва зовнішньої політики рейхсканцлера Отто фон Бісмарка, якої він дотримувався з 1871 р. по завершенню війни з Францією, останньої з трьох об'єднавчих воєн до створення Німецької імперії.
Вдале створення німецької національної держави істотно змінило умови зовнішньої політики Бісмарка. Німецька імперія, створена на основі військового розширення Королівства Пруссія, стала новою наддержавою Європи. Бісмарк розумів, що Європа опиратиметься подальшому розширенню Німеччини, і тому він оголосив Імперію «насиченою», тобто, імперія була вже сформована. Він підтвердив це в промові до Рейхстагу в березні 1871 р. Система міжнародних союзів мала вберегти Німеччину від війни.

## Початок
По завершенню війни з Францією 1871 р. Бісмарк прагнув зовнішньополітично убезпечити Німеччину та ізолювати Францію.
Першим кроком в цьому напрямі став Союз трьох імператорів укладений між Австро-Угорщиною, Росією та Німецькою імперією в 1873 р. В першу чергу, ця угода мала забезпечити мир між трьома наддержавами; для Німеччини було важливо те, що Росія утримувалась від союзу з Францією. Для Бісмарка це було вирішальним, оскільки дозволяло уникнути війни на два фронти.
Подібна війна на два фронти здавалась можливою з огляду на ставлення Росії та Англії до упереджувального удару проти Франції під час кризи Krieg-in-Sicht 1875 р. Аналіз цієї кризи призвів до рішення перенести увагу в міжнародних відносинах на дипломатію. В Кіссінгенських тезах 1877 р. Бісмарк сформулював за мету досягнення «загальнополітичної ситуації, коли всі держави окрім Франції завдяки їхнім взаємовідносинам по можливості утримуються від коаліцій проти нас.".

## Берлінський конгрес

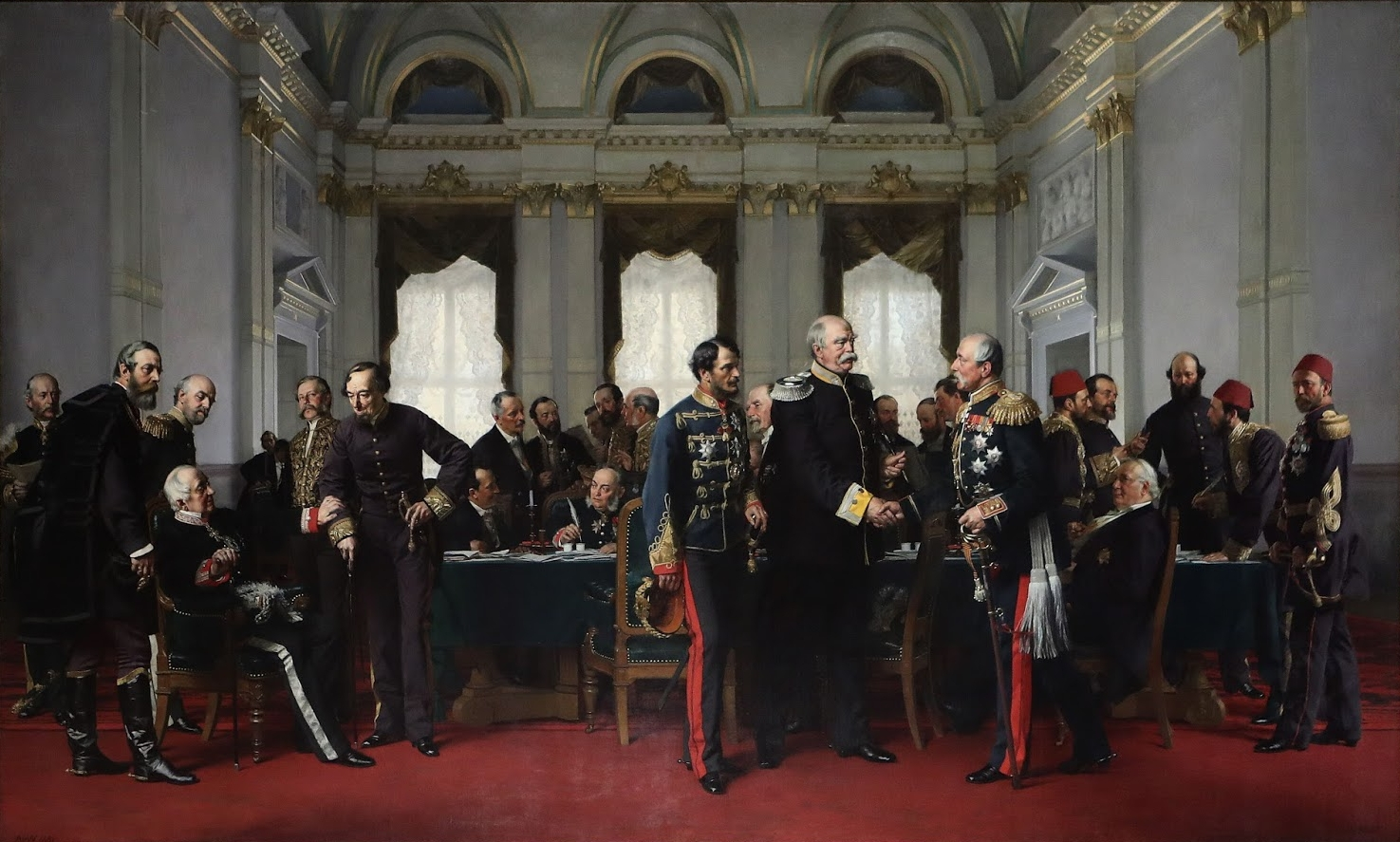
Берлінський конгрес, малюнок Антона фон Вернера; в середині попереду: Отто фон Бісмарк.

В лютому 1878 р. Бісмарк заявив про готовність виступити як «чесний посередник» на мирних переговорах між воюючими сторонами спровокованої Балканською кризою Російсько-турецької війни.
Ці переговори, так званий Берлінський конгрес, відбувся за пропозицією російського міністра зовнішніх справ в Німеччині, оскільки Німецька імперія не мала жодного інтересу на Балканах, як заявив Бісмарк в грудні 1876 р. Тому для всіх задіяних сторін Німеччина виглядала як вдалий посередник.

## Політика балансу сил
Бісмарк бажав закласти основу політики балансу сил на Берлінському конгресі. Спочатку здавалось важко залучити Росію в цю політичну систему, оскільки незважаючи на успішні військові кампанії вона мала поступитись виходом до Егейського моря.
Імператор Олександр II поклав відповідальність за це на Бісмарка, та вважав, що на переговорах Бісмарк не був нейтральним; своє невдоволення імператор висловив в так званому листі-ляпасі (нім. Ohrfeigenbrief).

### Двоїстий та Троїстий союзи
1879 р. Бісмарк уклав з Австро-Угорщиною "Австро-Німецький договір", перший з ряду майбутніх союзних договорів. Договір передбачав, що у випадку нападу з боку Росії на якогось із союзників інший має надати повну військову допомогу; у випадку нападу з боку іншої держави, союзник має лишатись щонайменше нейтральним. Стосунки між Австро-Угорщиною та Росією були напруженими через тривалі кризи на Балканах та через панславізм орієнтованих на Росію слов'янських народів імперії.
Через колоніальні інтереси в Лівії виник конфлікт між Італією та Францією, яка також мала інтерес у Північній Африці. Цей конфлікт наблизив Італію до Австро-Німецького союзу. 1882 Італія уклала оборонний союз (так званий Троїстий союз) з Німецькою імперією та Австро-Угорщиною проти Франції.

### Союз трьох імператорів
Одразу після укладання союзу між Німеччиною та Австро-Угорщиною Бісмарк спробував встановити ближчі відносини з Росією. Цар Олександр II усвідомлював, що союз Німеччини та Австро-Угорщини істотно обмежував його свободу дій та вимагав пошуку порозуміння з обома державами і підтримав таємний договір про нейтралітет з Німеччиною та Австро-Угорщиною. Союз трьох імператорів був укладений 1881 р., згідно з яким у разі війни одного з союзників із сторонньою країною інші два союзники мають зберігати нейтралітет. Так, Німеччина та Австрія не можуть підтримати Англію у війні проти Росії, натомість, Австрія та Росія у випадку війни між Німеччиною та Францією мали залишитись осторонь. Це водночас перекрило можливість союзу між Францією та Росією проти Німеччини та/або Австро-Угорщини.
Також угодою було передбачено проводити взаємні консультації стосовно майбутніх змін на Балканах. Після вступу Австрії на боці Сербії під час Болгарської кризи 1885 р. без погодження з Росією Союз трьох імператорів розпався.

### Середземноморська Антанта
1887 р. Бісмарк сприяв створенню Середземноморської Антанти, союзу між Англією, Італією, Іспанією, та Австро-Угорщиною. Союз був покликаний зберегти статус-кво в Середземному морі. Була збережена можливість експансії Англії в Єгипті та експансія Італії в Лівії.
Німеччина сприяла створенню Середземноморської Антанти аби залучити Англію до Троїстого союзу. Також слід було захистити Османську імперію від зазіхань з боку Росії.

### Договір перестраховки
На завершення системи союзів Бісмарка був укладений секретний договір перестраховки. Укладений між Росією та Німеччиною 1887 р. після порушення таємного союзу трьох імператорів внаслідок Болгарської кризи 1885-1886 рр., договором був передбачений нейтралітет у випадку неспровокованого нападу Австро-Угорщини на Росію або Франції на Німеччину та визнавав інтереси Росії в морських протоках Туреччини та Болгарії. Таким чином, цей договір був протилежний Середземноморській Антанті.

## Після відставки Бісмарка

Розпад союзних договорів Німеччини після відставки Бісмарка.

Невдовзі після відставки Бісмарка 1890 р. створена ним система союзів розпалась. На відміну від консервативного «реаліста», молодий імператор Вільгельм II проводив агресивну політику «розв'язаних рук» аби піднести Німеччину у світовій політиці.
Коли попри велику зацікавленість Росії договір перестраховки не був подовжений 1890 р., був оформлений у 1891—1893 роках Франко-російський союз. Таким чином був втілений у життя той «жах» Бісмарка, якого він намагався уникнути протягом перебування на посаді канцлера і Німеччина опинилась перед загрозою війни на два фронти.
Відносини з Великою Британією погіршились ще більше через військово-морську політику Вільгельма, що призвело до зближення Англії з колишнім ворогом, Францією, та підписанням 8 квітня 1904 р. Англо-французького союзу. Після вступу Росії до цього союзу (Антанта), замість досягнутої Бісмарком ізоляції Франції в ізоляції опинилась сама Німеччина.
Останній вагомий союзник Німецької імперії, Італія, під час Першої світової війни перейшла на інший бік, і згідно з Лондонською угодою 1915 р. мала отримати частини Австро-Угорщини після завершення війни.